# Овруцький повіт
Овруцький повіт (пол. Powiat owrucki, рос. Овручский уезд) — адміністративно-територіальна одиниця у складі Київського воєводства Великого князівства Литовського та Речі Посполитої, пізніше — у Волинській губернії Російської імперії. Повітовий центр — місто Овруч.

## Географічне положення
Повіт розташовувався на північному сході губернії. Межував на заході з Рівненським, на півдні з Новоград-Волинським і Житомирським повітами Волинської губернії, на південному сході і сході з Радомисльським повітом Київської губернії та з Мінською губернією на півночі. Займав площу 9 329 верст² (10 616 км²).
Межа з Житомирським повітом починалась від Случа, північніше Звягеля, проходила по лінії Ємільчине — Коростень межиріччями Уборті та Ужа. Західний кордон проходив по річці Случ, північний — по річках Уборть, Словечна та Жолонь.
Найбільші міста: Овруч, Коростень, Ксаверів, Базар, Калинівка, Чорнобиль, Олевськ.

## Населення
Згідно з переписом населення Російської імперії 1897 року в повіті проживало 205 390 чоловік. З них 83,39 % — українці, 10,64 % — євреї, 1,34 % — поляки, 1,16 % — німці, 2,6 % — росіяни, 0,32 % — чехи, 0,52 % — білоруси.

## Історія та адміністративно-територіальний устрій
Утворений у 1471 році у складі Київського воєводства Великого князівства Литовського.
У повіті було 16 волостей, одне місто (Овруч), 10 містечок, 36 колоній, усіх населених пунктів — 543.
- Овруч, місто із передмістями Гадчице (Радчиці), Гептари, Грезня, Заріччя, Заручай (Ручай), Кизил, Лукішки, Острів, Рулівщина, слободою Нагірною, хуторами Бароновичевими, селом Шваби.
- Базарська волость
- Велико-Фосенська волость
- Гладковицька волость
- Жубровицька волость
- Іскоростська волость
- Кисорицька волость
- Лугинська волость
- Народицька волость
- Нововороб'ївська волость
- Норинська волость
- Олевська волость
- Покалівська волость
- Словечанська волость
- Татарновицька волость
- Христинівська волость
- Юрівська волость

Внаслідок Другого поділу Речі Посполитої, 13 квітня 1793 року повіт увійшов до складу новоствореного Заславського намісництва, перейменованого 1 травня 1795 року на Волинське намісництво. 29 серпня 1797 року, згідно з царським указом, повіт увійшов до складу створеної роком раніше Волинської губернії.
У 1809 році частину Овруцького повіту було передано до складу Житомирського повіту; межа між повітами пересунулась від лінії Пулини — Черняхів на північ, до Ушомира.
1921 року було утворено Коростенський повіт. До його складу увійшли 2 волості Житомирського повіту, а також 7 волостей Овруцького повіту (Білокоровицька, Коростенська, Лугинська, Норинська, Олевська, Татарновицька, Юрівська) — уся південна та західна частини. Кисорицька волость відійшла до складу Польщі.
У складі Овруцького повіту залишилися місто Овруч, Базарська, Велико-Фосенська, Гладковицька, Народицька, Нововороб'ївська, Покалівська, Словечанська та Христинівська волості.
Повіт припинив існування 7 березня 1923, відповідно до постанови ВУЦВК. Територія повіту увійшла до складу новостворених Базарського, Овруцького та Словечанського районів Коростенської округи.
Нині більша частина колишнього повіту — у складі Житомирської області, менша (колишня Кисорицька та частини Олевської і Юрівської волостей) — у складі Рівненської області, колишні села Олексіївка та Становище (нині частина смт Вільча) — у складі Київської області.